# Préfou
 (novembre 2016).
Si vous disposez d'ouvrages ou d'articles de référence ou si vous connaissez des sites web de qualité traitant du thème abordé ici, merci de compléter l'article en donnant les références utiles à sa vérifiabilité et en les liant à la section « Notes et références ».
Le préfou est une spécialité culinaire vendéenne. C'est un boulanger de la commune de Fontaines qui eut l'idée de cette recette[réf. nécessaire]. Il s'agit d'un pain sans levain garni d'ail frais finement haché avec du beurre et du poivre. Il se consomme généralement à l'apéritif, réchauffé entre 5 et 10 minutes au four. Il doit être doré.

## Histoire
Le préfou ou paillou, qui signifie pré-four (avant four), est un pain sans levain que l'on enfournait pour évaluer la température du four traditionnel au bois à l'époque où il n'y avait pas de thermomètre qui supportait des températures élevées.
Ce pain qui n’était pas vendable et pas présentable était jeté ou donné aux animaux. En Vendée, les boulangers ajoutaient de l'ail et du beurre afin de pouvoir tout de même consommer ce pain dans le but de ne pas jeter la pâte qu'ils avaient préparée.
Le préfou à l'ail, que l'on ne trouvait que dans les boulangeries du Sud de la Vendée jusque dans les années 1980, est disponible dans les grandes surfaces françaises depuis 2005[réf. nécessaire].
Par ailleurs, il existe aujourd'hui de nombreuses variantes du préfou traditionnel à l'ail. Ainsi, il en existe au chorizo, aux tomates séchées, au chèvre, au roquefort et aux noix, à la truffe, etc.